# Ламан, Николай Афанасьевич
Николай Афанасьевич Ламан (1 января 1941, деревня Загорье, Кореличский район, Гродненская область) — советский учёный в области экспериментальной ботаники. Академик Национальной академии наук Белоруссии (2003; член-корреспондент с 1996 года), доктор биологических наук (1993), профессор (2000). Почетный доктор Гродненского государственного аграрного университета (2008).

## Биография
Окончил Гродненский сельскохозяйственный институт (1963). С 1968 г. в АН БССР. В 1974-1978 гг. учёный секретарь Отделения биологических наук, с 1979 г. заведующий лабораторией, с 1998 г. заместитель директора по научной работе, в 2000-2010 гг. директор Института экспериментальной ботаники имени В. Ф. Купревича Национальной академии наук Беларуси.
Основные работы по производительных процессах растений, исследования морфофизиологических закономерностей формирования и функционирования высокопродуктивных и устойчивых агроценозов сельскохозяйственных культур, эколого-физиологических основ повышения их продуктивности. Сформировал концепцию биологического потенциала продуктивности как новый методологический прием анализа закономерностей формирования агрофитоценозов, познания особенностей взаимосвязи и интеграции отдельных функциональных систем растения в продукционном процессе. Выдвинул гипотезу о том, что главным фактором прерывистости в эволюции биоты планеты Земля являются периодические изменения режима солнечной радиации у ее поверхности.